# The Face of Evil
A The Face of Evil a Doctor Who sorozat nyolcvankilencedik rész, amit 1977. január 1.-e és január 22.-e között vetítettek négy epizódban. Ebben a részben szerepel először Louise Jameson mint Leela a Doktor új útitársnője. Az epizód munkacíme The Day God Went Mad (magyarul:A megőrült Napisten)

## Történet
Szokás szerint a Doktor megint nem tudja, hogy a TARDIS hol materializálódott. A Doktor hamarosan megment egy harcias lányt, Leelát a mögötte settenkedő orgyilkosoktól. A dzsungelben egy primitív törzs él, a sevateemek, babonáktól és hiedelmektől vezérelve és örökös harcban a titokzatos tesh törzzsel. A fogságba esett Doktort a Gonosznak vélik. A sámánuk ereklyéi azonnal gyanút ébresztenek a Doktorban, valami titok lappang a törzs múltjában. A Doktor megkéri Leelát, hogy vezesse el az áthatolhatatlan Fekete Falhoz. Az ott látottak hatására emlékek kezdenek
derengeni a Doktorban...
Mert az egész mögött egy mesterséges intelligencia áll, akit a Doktor régebbi sötétebbik személyisége áll. Ezért úgy dönt a Doktor hogy törli belőle a személyiségét.

## Epizódok listája
| Epizód sorszáma | Bemutató napja   | Hossza | Nézők száma (millió) |
| --------------- | ---------------- | ------ | -------------------- |
| 1               | 1977. január 1.  | 24:58  | 10,7                 |
| 2               | 1977. január 8.  | 24:58  | 11,1                 |
| 3               | 1977. január 15. | 24:40  | 11,3                 |
| 4               | 1977. január 22. | 24:46  | 11,7                 |

## Szereplő jegyzetek
Lloyd McGuire később megjelent a The Architects of History nevű audiojátékban mint Leutmann Adolf Tendexter.

## Könyvkiadás
A könyvváltozatát Terrance Dicks írta, és az 1978-n Target könyvkiadó adta ki.

## Otthoni kiadás
- VHS-n 1999 májusában adták ki.
- DVD-n 2012. március 5.-n adták ki.

### Fordítás
- Ez a szócikk részben vagy egészben  a   The_Face_of_Evil című angol Wikipédia-szócikk fordításán alapul.  Az eredeti cikk szerkesztőit annak laptörténete sorolja fel. Ez a jelzés csupán a megfogalmazás eredetét és a szerzői jogokat jelzi, nem szolgál a cikkben szereplő információk forrásmegjelöléseként.